# Sisca Folkertsma
Sisca Folkertsma (Sloten, 21 mei 1997) is een Nederlands voetbalster die vanaf juli 2024 uit zal komen voor PSV. Eerder speelde Folkertsma voor sc Heerenveen, PSV, FC Twente, Girondins de Bordeaux en Feyenoord.

## Carrièrestatistieken
| Seizoen                            | Club                  | Land            | Competitie          | Competitie | Competitie | Beker | Beker | Internationaal | Internationaal | Overig | Overig | Totaal | Totaal |
| Seizoen                            | Club                  | Land            | Competitie          | Wed.       | Dlp.       | Wed.  | Dlp.  | Wed.           | Dlp.           | Wed.   | Dlp.   | Wed.   | Dlp.   |
| ---------------------------------- | --------------------- | --------------- | ------------------- | ---------- | ---------- | ----- | ----- | -------------- | -------------- | ------ | ------ | ------ | ------ |
| 2012/13                            | sc Heerenveen         | Nederland       | BeNe League         | 14         | 1          | –     | –     | 0              | 0              | 1      | 1      | 14     | 1      |
| 2013/14                            | sc Heerenveen         | Nederland       | BeNe League         | 22         | 7          | –     | –     | 0              | 0              | 0      | 0      | 22     | 7      |
| 2014/15                            | sc Heerenveen         | Nederland       | BeNe League         | 24         | 6          | –     | 0     | 0              | 0              | 0      | 0      | 24     | 6      |
| 2015/16                            | PSV                   | Nederland       | Eredivisie          | 21         | 5          | –     | 1     | 0              | 0              | 0      | 0      | 21     | 6      |
| 2016/17                            | PSV                   | Nederland       | Eredivisie          | 27         | 5          | –     | 0     | 0              | 0              | 0      | 0      | 27     | 5      |
| 2017/18                            | AFC Ajax              | Nederland       | Eredivisie          | 13         | 1          | –     | 0     | 4              | 0              | 0      | 0      | 17     | 1      |
| 2018/19                            | FC Twente             | Nederland       | Eredivisie          | 20         | 3          | 0     | 0     | 0              | 0              | 0      | 0      | 0      | 0      |
| 2019/20                            | FC Twente             | Nederland       | Eredivisie          | 2          | 0          | 0     | 0     | 0              | 0              | 0      | 0      | 0      | 0      |
| 2020/21                            | FC Twente             | Nederland       | Eredivisie          | 17         | 0          | 0     | 0     | 0              | 0              | 0      | 0      | 0      | 0      |
| 2021/22                            | Girondins de Bordeaux | Frankrijk       | Division 1 Féminine | 7          | 1          |       | 0     | 0              | 2              | 0      | 9      | 1      |        |
| 2022/23                            | Girondins de Bordeaux | Frankrijk       | Division 1 Féminine | 8          | 0          | 2     | 0     | –              | –              | –      | –      | 10     | 0      |
| 2023/24                            | Feyenoord             | Nederland       | Eredivisie          | 15         | 0          | 3     | 0     | –              | –              | –      | –      | 18     | 0      |
| 2024/25                            | PSV                   | Nederland       | Eredivisie          |            |            |       |       |                |                |        |        |        |        |
| Carrière totaal                    | Carrière totaal       | Carrière totaal | Carrière totaal     | 190        | 29         | 12    | 2     | 7              | 0              | 0      | 0      | 209    | 36     |
| Bijgewerkt tot en met 14 juni 2024 |                       |                 |                     |            |            |       |       |                |                |        |        |        |        |

## Erelijst
Nederland
- UEFA EK: 2017

Individueel
- Ridder in de Orde van Oranje-Nassau: 2017